# Bán hàng nhà thờ
Bán hàng nhà thờ là một loại bán lộn xộn (bán đồ lục lọi) trong đó nhà thờ thường cần tài trợ cho các nhiệm vụ và sự kiện hoặc thậm chí bảo trì nhà thờ, họ có thể tổ chức bán hàng hóa đã qua sử dụng do các thành viên nhà thờ hoặc người khác tặng. Những mặt hàng được sử dụng này thường là những gì người ta sẽ tìm thấy trong bán hàng ở nhà để xe hoặc bán ngoài sân.
Số tiền thu được sẽ được chuyển đến nhà thờ và để tài trợ cho nhiệm vụ, sự kiện hoặc cải tạo nhà thờ cụ thể cần phải được thực hiện. Việc bán hàng thường do các thành viên của nhà thờ tình nguyện trong thời gian rảnh cuối tuần của họ để giúp nhà thờ tổ chức bán hàng. Việc bán hàng thường được tổ chức vào cuối tuần tại các bãi đậu xe của nhà thờ, sân chơi hoặc bất kỳ không gian mở nào.